# Drillactis
Genre
Drillactis est un genre de la famille des Edwardsiidae.

## Liste des espèces
Selon World Register of Marine Species (12 janvier 2023) :
- Drillactis leucomelos (Parry, 1951)
- Drillactis pallida (Verrill, 1880)

## Systématique
Le nom valide complet (avec auteur) de ce taxon est Drillactis Verrill, 1922.

## Publication originale
- (en) A.E. Verrill, 1922, « The Actiniaria of the Canadian Arctic Expeditions, with notes on interesting species from Hudson Bay and other Canadian localities », Report on the Canadian Arctic Expedition 1913-1918, vol. 8, G, p. 89-164 (lire en ligne).